# Перельвад
Перельва́д (фр. Peyrelevade, окс. Pèira Levada) — коммуна во Франции, находится в регионе Лимузен. Департамент — Коррез. Входит в состав кантона Сорнак. Округ коммуны — Юссель.
Код INSEE коммуны — 19164.
Коммуна расположена приблизительно в 360 км к югу от Парижа, в 65 км восточнее Лиможа, в 55 км к северо-востоку от Тюля.

## Население
Население коммуны на 2008 год составляло 825 человек.
| 1962 | 1968 | 1975 | 1982 | 1990 | 1999 | 2008 |
| ---- | ---- | ---- | ---- | ---- | ---- | ---- |
| 1040 | 1181 | 1418 | 1119 | 1012 | 829  | 825  |

## Администрация
| Период | Период | Фамилия            | Партия                                     | Примечания |
| ------ | ------ | ------------------ | ------------------------------------------ | ---------- |
| 1953   | 1971   | Эрнест Куто        | Французская секция Рабочего интернационала |            |
| 1971   | 1972   | Андре Фори         | Социалистическая партия                    |            |
| 1972   | 1999   | Бернар Куто        | Социалистическая партия                    |            |
| 1999   | 2004   | Жильбер Шавастелон | Социалистическая партия                    |            |
| 2004   |        | Пьер Куто          | Разные левые                               |            |

## Экономика
В 2007 году среди 492 человек в трудоспособном возрасте (15-64 лет) 300 были экономически активными, 192 — неактивными (показатель активности — 61,0 %, в 1999 году было 63,6 %). Из 300 активных работали 275 человек (134 мужчины и 141 женщина), безработных было 25 (15 мужчин и 10 женщин). Среди 192 неактивных 23 человека были учениками или студентами, 44 — пенсионерами, 125 были неактивными по другим причинам.

## Достопримечательности
- Ферма Друйя (дом и служебные помещения; XIX век). Памятник истории с 1992 года[3]
- Крест на кладбище (XVI век). Памятник истории с 1927 года[4]
- Придорожный крест Тамплие (XIII—XIV века). Памятник истории с 1928 года[5]
- Придорожный крест (XV век). Памятник истории с 1928 года[6]
- Часовня Ра. Памятник истории с 1927 года[7]

## Фотогалерея

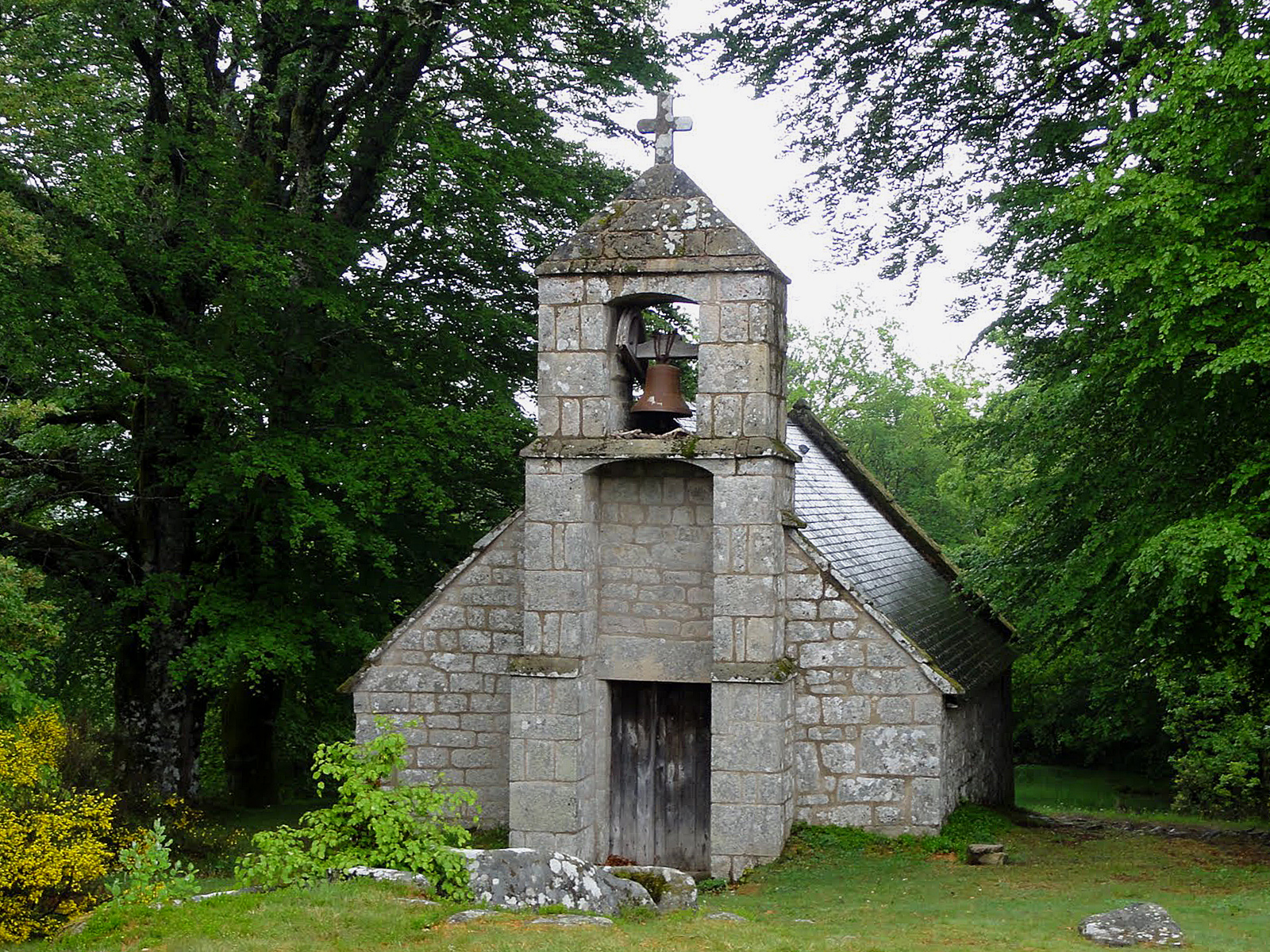
Часовня Ра
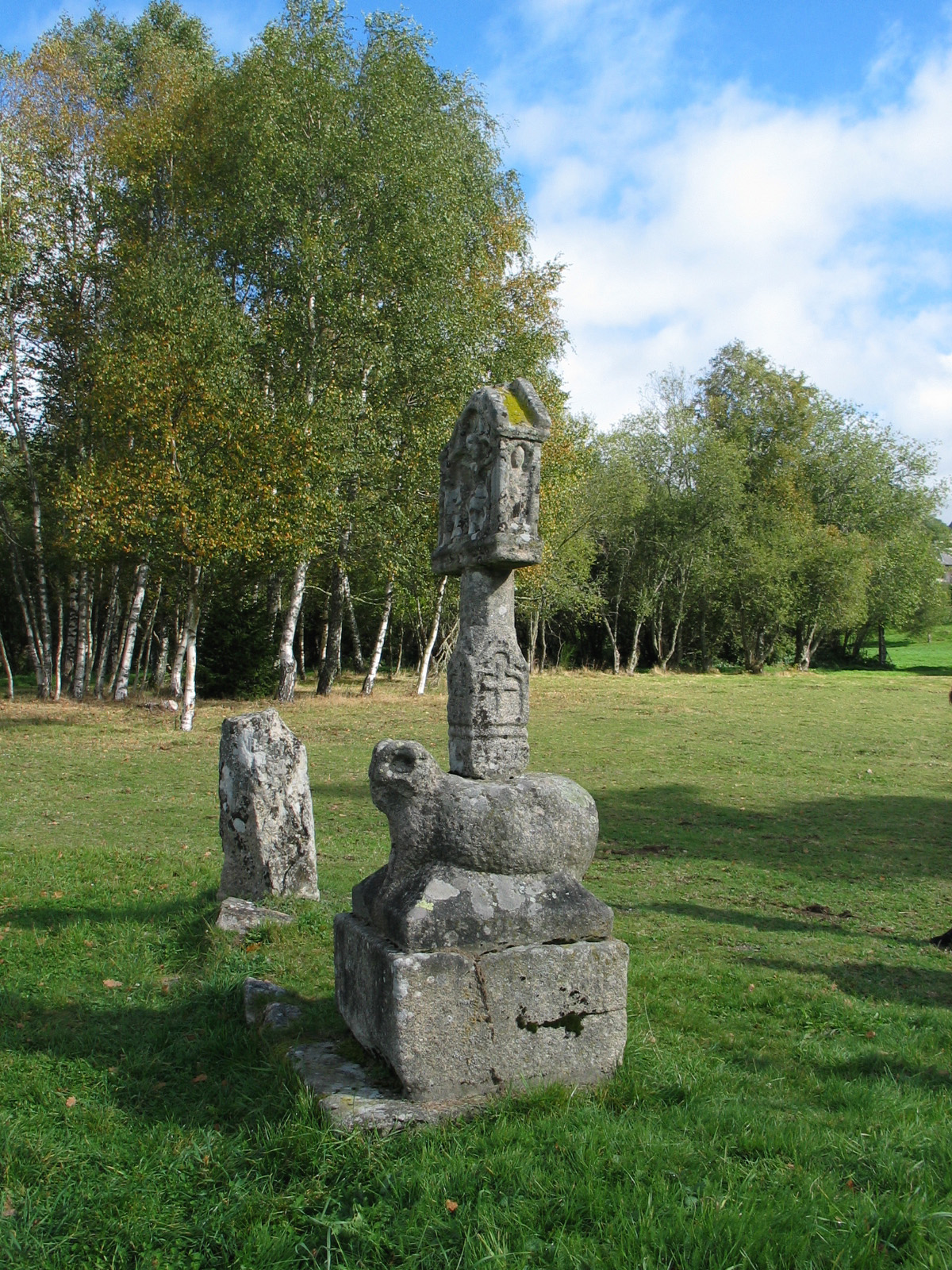
Придорожный крест Тамплие
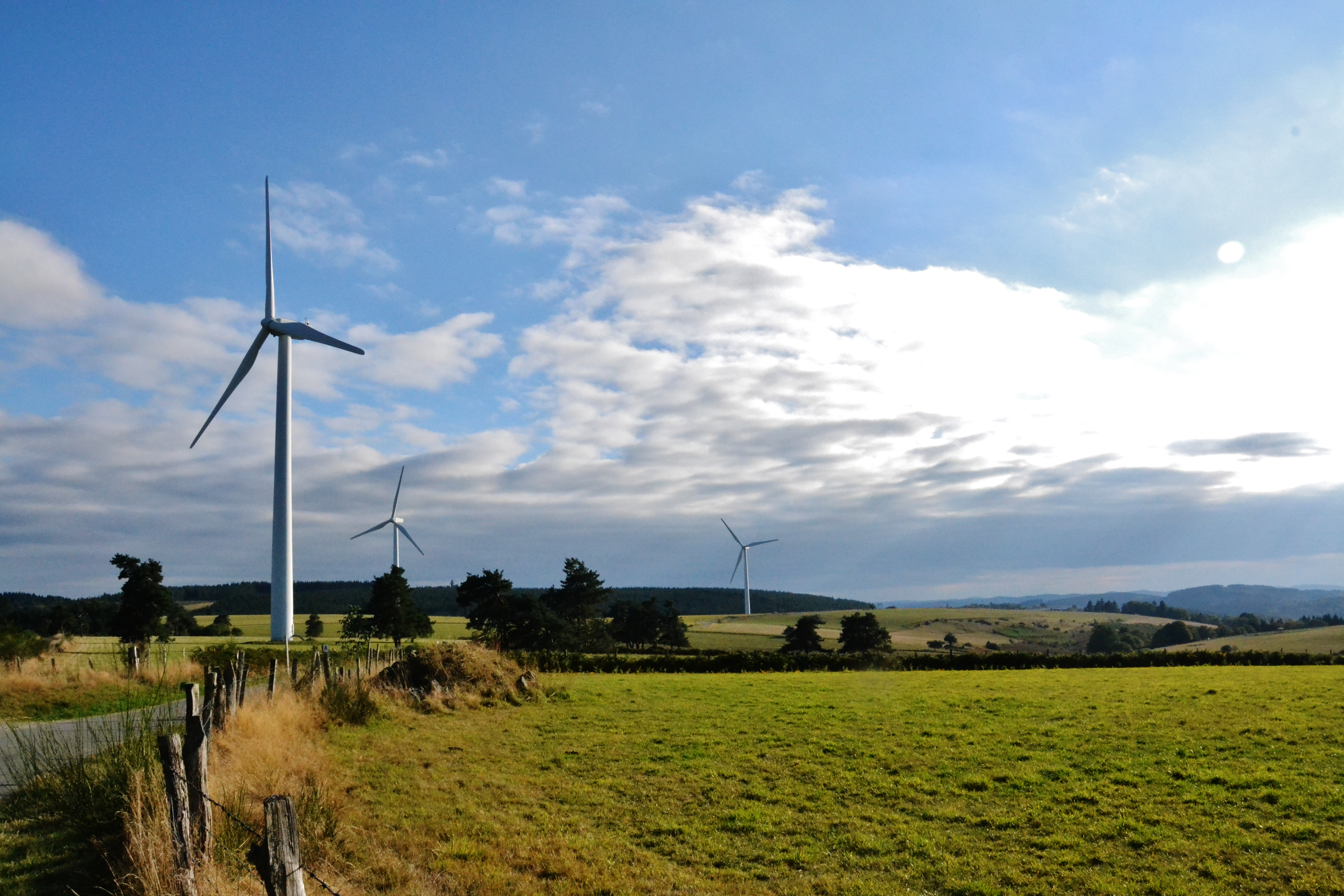
Ветроустановки
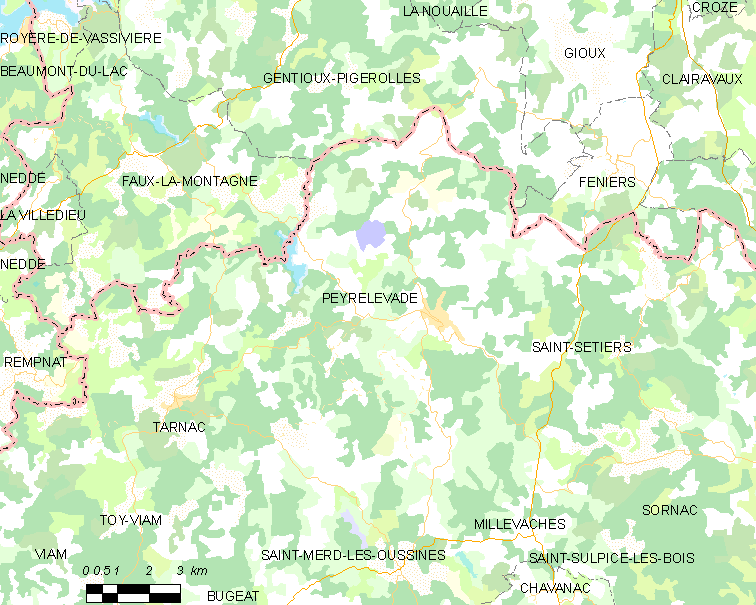
Карта коммуны